# Кирьянов, Александр Владимирович
Алекса́ндр Влади́мирович Кирья́нов (28 января 1966, Выборг — 31 декабря 1994, Грозный) — капитан ВС РФ, участник Первой чеченской войны, Герой Российской Федерации. Начальник командного пункта управления 559-го бомбардировочного авиационного полка 4-й воздушной армии Северо-Кавказского военного округа.

## Биография
Родился 28 января 1966 года в городе Выборг Ленинградской области. Русский. В 1981 году окончил 8 классов средней школы в Выборге, через 2 года — профессионально-техническое училище № 203, после чего поступил служить в вооружённые силы.
В 1987 году Кирьянов окончил Ворошиловградское высшее военное авиационное училище. Служил в авиационном полку в Закавказском военном округе (город Кутаиси Грузинской ССР). В 1993 году Кирьянов был переведён в 559-й бомбардировочный авиационный полк 4-й воздушной армии Северо-Кавказского военного округа (город Морозовск Ростовской области). Служил офицером боевого управления, затем начальником командного пункта управления. В декабре 1994 года Кирьянов был прикомандирован в качестве офицера-авианаводчика к 81-му мотострелковому полку, с которым участвовал в Первой чеченской войне.
Кирьянов корректировал действия авиации, обеспечивал точное нанесение ракетно-бомбовых ударов. В боях лично уничтожил до 10 боевиков.
31 декабря 1994 года во время продвижения по улице Орджоникидзе к центру Грозного (к площади Минутка) на броне боевой машины пехоты вместе с командиром полка полковником Алексеем Ярославцевым, Кирьянов увидел в одном из окон жилого дома боевика, целящегося в БМП из гранатомёта. Закрыл своим телом полковника от разрыва гранаты, погиб на месте.
Похоронен на Верхне-Черкасовском кладбище в Выборге.
Указом Президента Российской Федерации № 236 от 27 января 1995 года Кирьянову посмертно присвоено звание Героя Российской Федерации за мужество и героизм, проявленные при выполнении специального задания. Его семье был вручена медаль «Золотая Звезда» (№ 108).
В 2007 году в Выборге на здании колледжа (бывшее ПТУ № 203) по адресу ул. П. Ф. Ладанова, д. 35/27, в котором учился Кирьянов, установлена мемориальная доска с надписью: «Твой подвиг бесценен, имя бессмертно. Здесь учился Герой России капитан Александр Владимирович Кирьянов». У этой доски ежегодно 26 ноября собираются члены комитета «Солдатская мать», и отмечают День памяти погибших в Чечне военнослужащих.
В 2010 году памятник Кирьянову был установлен в Мемориальном комплексе.

## Семья
Жена — Ирина Кирьянова, ефрейтор в авиационной части в Морозовске, сын — Сергей Кирьянов.